# Gandi (entreprise)
Pour l’article homonyme, voir Gandi.
Cet article concerne l'entreprise « Gandi ». Pour les articles liés respectivement aux noms indiens et marocains, voir Gandhi (homonymie) et Ghandi.
Gandi, pour « Gestion et Attribution des noms de domaine sur Internet », est une société par actions simplifiée française créée en 2000, principalement registraire de nom de domaine et hébergeur web.

## Histoire

### 2000: création
Gandi est un bureau d'enregistrement de noms de domaine français fondé en mars 2000 par Valentin Lacambre, Laurent Chemla, Pierre Beyssac et David Nahmias dans le but « de casser le marché de la vente des noms de domaine ». 
L'entreprise démarre avec la vente de noms de domaines à tarif modéré. Laurent Chemla consacre un chapitre de son livre Confessions d'un voleur à ce sujet. Gandi vendait à l’époque ses noms de domaines pour 12 euros quand les concurrents les proposaient pour 35 dollars. Malgré cela, l'entreprise est très rentable, avec un bénéfice d'environ un million d'euros à la fin de sa première année d'existence pour un investissement d'une centaine de milliers d'euros. Selon Laurent Chemla, une pénurie artificielle est ce qui a permis aux revendeurs de noms de domaines de gagner beaucoup d'argent.
Dès ses débuts, le projet eut un succès retentissant, et les fondateurs changèrent de stratégie et choisirent de « financer l'Internet citoyen ». Les profits de Gandi permettent de créer entre autres choses l'organisme Gitoyen (100 000 € investis en 2001).
Des conflits apparurent au sein des fondateurs, Valentin et Laurent voulant réinvestir dans des projets « solidaires, coopératifs, voire militants » les bénéfices jugés « illégitimes », leurs deux associés Pierre Beyssac et David Nahmias préférant un modèle d'entreprise plus classique,. À la suite de problèmes internes et de ces mésententes amenant au blocage, les quatre partenaires décident de revendre l'intégralité de leurs parts. Plus de 1200 clients signent une pétition pour s'opposer à cette vente, sans succès,.

### 2005: reprise par Stephan Ramoin
Après quatorze mois de tractations, ils annoncent le 1er septembre 2005 avoir finalisé une transaction de 13,35 millions d'euros avec Stephan Ramoin, ancien de MultiMania / Lycos, appuyé par deux managers connus de l'Internet anglais : Joe White, Eirik Pettersen (cofondateurs du fournisseur de sites Internet clé en main Moonfruit.com) et d'un investisseur privé, l'américain Warren Stephens (en).
Le choix se porte sur une proposition assurant vouloir pérenniser la philosophie et l'éthique d'« Internet solidaire » prévalant depuis sa fondation[réf. nécessaire].
Depuis 2008, Gandi possède une offre d'hébergement Internet sur des serveurs dédiés virtuels en infrastructure Cloud IAAS, et depuis 2012, une offre cloud de type PAAS.
Gandi vend aussi des certificats SSL et se place, en 2016, au deuxième rang des vendeurs français de noms de domaine.

### 2019: reprise parMontefiore Investissements
Le 28 février 2019, l'entreprise est rachetée par le fonds de capital-investissement Montefiore Investissements.
En 2020, une panne d'une unité de stockage de Gandi affecte 414 de ses clients pendant 5 jours. La société réagit en rappelant alors l’importance des sauvegardes.

### 2023: reprise par Strikwerda Investments
En mars 2023, Gandi est racheté par l'investisseur néerlandais Strikwerda Investments et fusionne avec le groupe néerlandais Total Webhosting Solutions (TWS) pour former une nouvelle entité baptisée « Your.Online »,. Ce rachat entraine des inquiétudes sur le maintien de la qualité des services de l'hébergeur à la suite de précédents en Espagne et aux Pays-Bas.

## Valeurs
Gandi soutient dès sa fondation plusieurs projets alternatifs du monde associatif et de l'écosystème du libre, tel que le WWF, la FIDH, Canard PC, Debian, Framasoft, Zeste de Savoir, contre le harcèlement scolaire avec l'association HUGO ou La Quadrature du Net,.

## Directions

### Présidence
- Valentin Lacambre (1999 - 2005)
- Stephan Ramoin (2005 - 2023)
- Abe Dirk Hendrik Bakker (depuis 2023)

### Directions générales
- David Nahmias (21 juillet 2005 - 12 août 2005)
- Stephan Ramoin (12 août 2005 - 16 février 2023)
- Arnaud Franquinet, Daniele Kuta (depuis 2023)

## Identités visuelles

Logo de Gandi jusqu'en 2010
Logo depuis 2010